# Sère-Lanso
Pour les articles homonymes, voir Sère.
Sère-Lanso est une commune française située dans le centre du département des Hautes-Pyrénées, en région Occitanie.
Sur le plan historique et culturel, la commune est dans l’ancien comté de Bigorre, comté historique des Pyrénées françaises et de Gascogne. Exposée à un climat de montagne, elle est drainée par l'Échez et par divers autres petits cours d'eau. La commune possède un patrimoine naturel remarquable composé de deux zones naturelles d'intérêt écologique, faunistique et floristique.
Sère-Lanso est une commune rurale qui compte 41 habitants en 2022, après avoir connu un pic de population de 236 habitants en 1851. Elle fait partie de l'aire d'attraction de Lourdes..

## Géographie

### Localisation
La commune de Sère-Lanso se trouve dans le département des Hautes-Pyrénées, en région Occitanie.
Elle se situe à 19 km à vol d'oiseau de Tarbes, préfecture du département, à 11 km d'Argelès-Gazost, sous-préfecture, et à 6 km de Lourdes, bureau centralisateur du canton de Lourdes-2 dont dépend la commune depuis 2015 pour les élections départementales.
La commune fait en outre partie du bassin de vie de Lourdes.
Les communes les plus proches sont :
Artigues (0,8 km), Les Angles (1,6 km), Juncalas (1,8 km), Cheust (2,1 km), Jarret (2,4 km), Arrodets-ez-Angles (2,4 km), Gez-ez-Angles (2,7 km), Arcizac-ez-Angles (2,7 km).
Sur le plan historique et culturel, Sère-Lanso fait partie de l’ancien comté de Bigorre, comté historique des Pyrénées françaises et de Gascogne créé au IXe siècle puis rattaché au domaine royal en 1302, inclus ensuite au comté de Foix en 1425 puis une nouvelle fois rattaché au royaume de France en 1607. La commune est dans le pays de Tarbes et de la Haute Bigorre.
Sère-Lanso est limitrophe de six autres communes dont Saint-Créac au sud-ouest par un simple quadripoint.

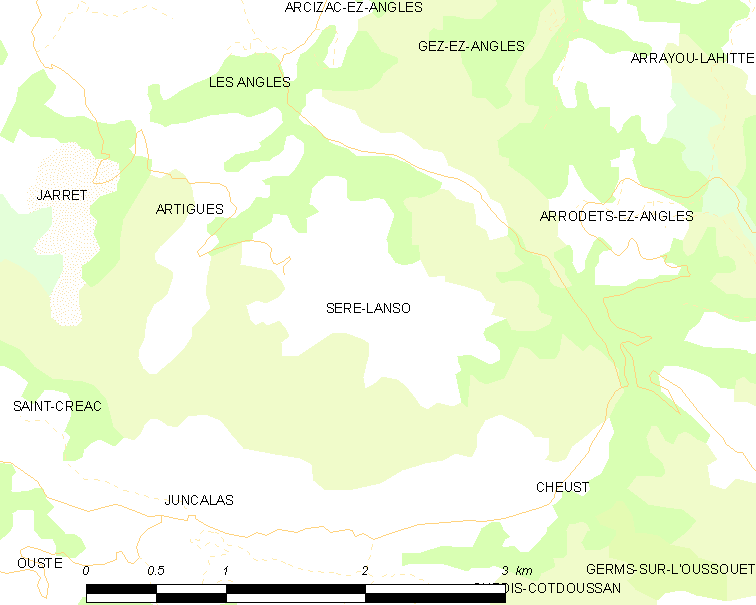
Carte de la commune de Sère-Lanso et des proches communes.

|                                  | Les Angles |                    |
| Artigues                         | Sère-Lanso | Arrodets-ez-Angles |
| Saint-Créac (par un quadripoint) | Juncalas   | Cheust             |

### Hydrographie
La commune est dans le bassin de l'Adour, au sein du bassin hydrographique Adour-Garonne. Elle est drainée par l'Échez, l'Oussère, le ruisseau des Moulettes et par divers petits cours d'eau, constituant un réseau hydrographique de 5 km de longueur totale,.
L'Échez, d'une longueur totale de 64,1 km, prend sa source dans la commune de Germs-sur-l'Oussouet et s'écoule vers le nord. Il traverse la commune et se jette dans l'Adour à Maubourguet, après avoir traversé 26 communes.

### Climat
Le climat est tempéré de type océanique, en raison de l'influence proche de l'océan Atlantique situé à peu près 150 km plus à l'ouest. La proximité des Pyrénées fait que la commune profite d'un effet de foehn, il peut aussi y neiger en hiver, même si cela reste inhabituel.
| Mois                              | jan.  | fév.  | mars  | avril | mai   | juin  | jui.  | août  | sep.  | oct.  | nov.  | déc.  | année   |
| --------------------------------- | ----- | ----- | ----- | ----- | ----- | ----- | ----- | ----- | ----- | ----- | ----- | ----- | ------- |
| Température minimale moyenne (°C) | 0,6   | 1,3   | 2,7   | 5,2   | 8,3   | 11,6  | 14,1  | 13,9  | 11,7  | 8     | 3,6   | 1,3   | 6,9     |
| Température moyenne (°C)          | 5,3   | 6,1   | 7,8   | 10    | 13,3  | 16,7  | 19,3  | 19    | 17,2  | 13,3  | 8,5   | 5,8   | 11,9    |
| Température maximale moyenne (°C) | 9,9   | 11    | 12,9  | 14,8  | 18,3  | 21,7  | 24,5  | 24    | 22,6  | 18,6  | 13,4  | 10,4  | 16,8    |
| Ensoleillement (h)                | 108,8 | 118,8 | 155,6 | 157,2 | 181,3 | 191,5 | 215,5 | 196,4 | 194,5 | 164,4 | 124,4 | 104,4 | 1 912,8 |
| Précipitations (mm)               | 112,8 | 97,5  | 100,2 | 105,7 | 113,6 | 80,7  | 57,3  | 70,3  | 71    | 85,2  | 93    | 112,1 | 1 099,4 |

### Milieux naturels et biodiversité
L’inventaire des zones naturelles d'intérêt écologique, faunistique et floristique (ZNIEFF) a pour objectif de réaliser une couverture des zones les plus intéressantes sur le plan écologique, essentiellement dans la perspective d’améliorer la connaissance du patrimoine naturel national et de fournir aux différents décideurs un outil d’aide à la prise en compte de l’environnement dans l’aménagement du territoire.
Une ZNIEFF de type 1 est recensée sur la commune :
le « réseau hydrographique des Angles et du Bénaquès » (260 ha), couvrant 35 communes du département et une ZNIEFF de type 2, :
les « coteaux et vallons des Angles et du Bénaquès » (12 879 ha), couvrant 45 communes du département.

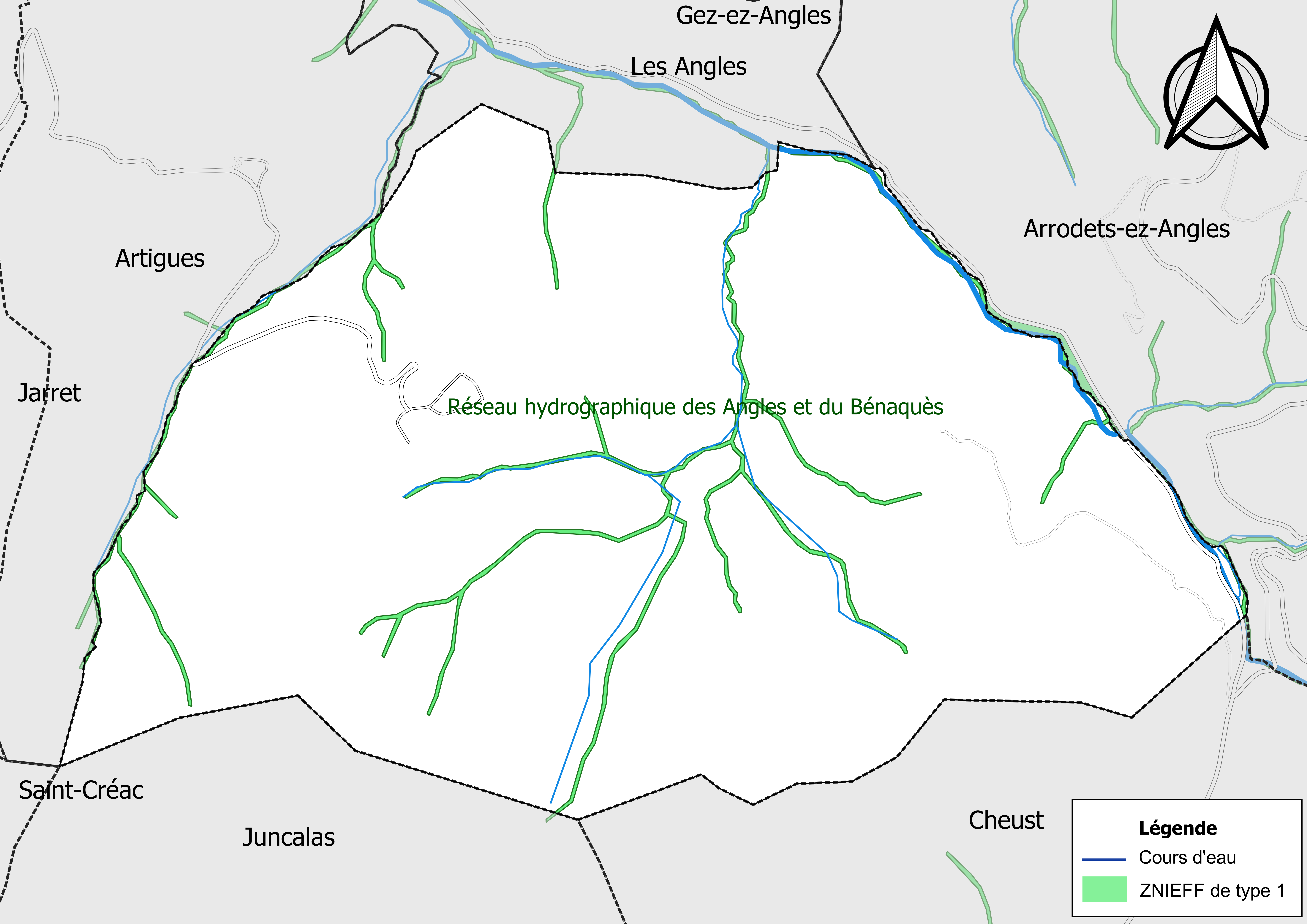
Carte de la ZNIEFF de type 1 sur la commune.
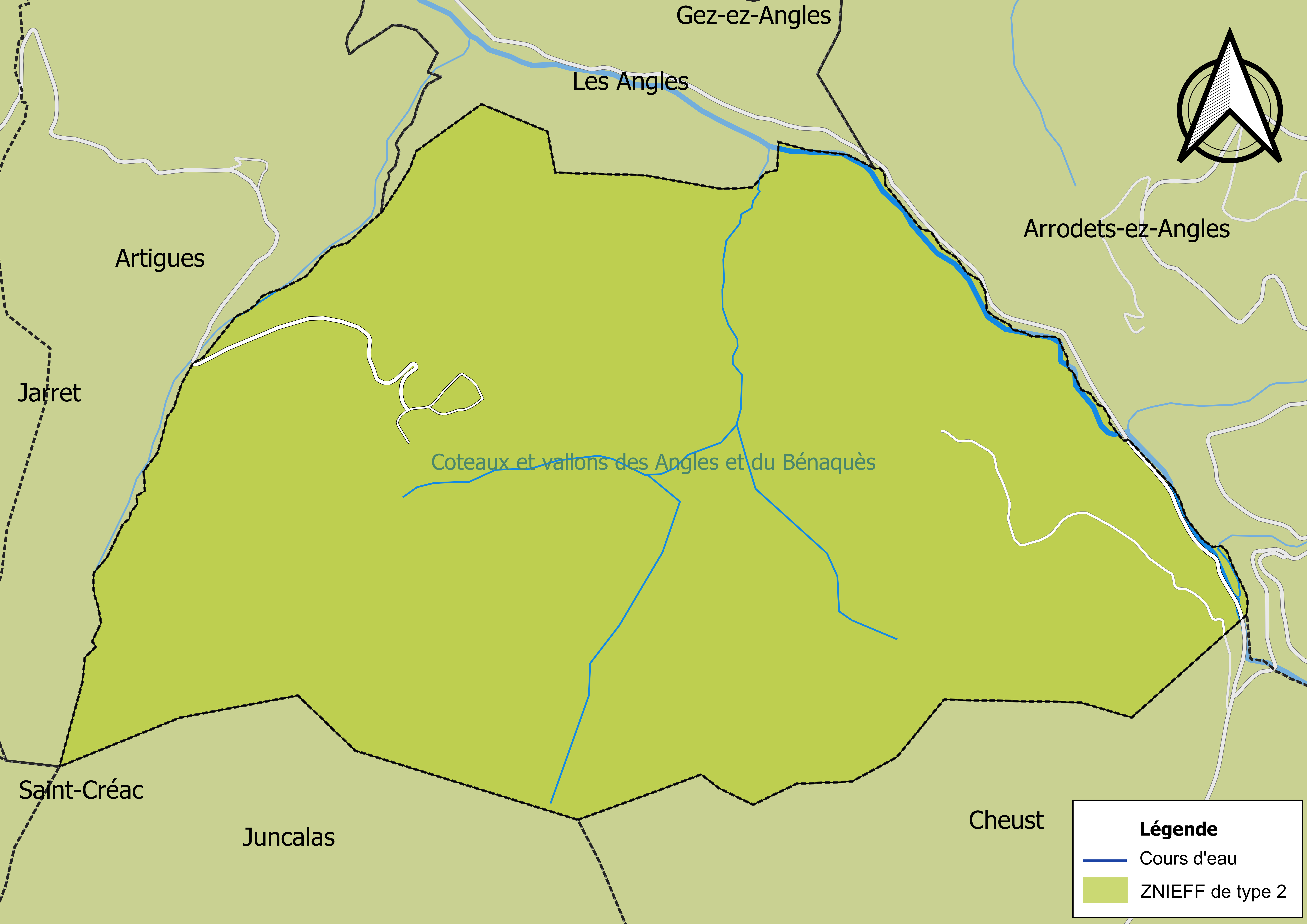
Carte de la ZNIEFF de type 2 sur la commune.

## Urbanisme

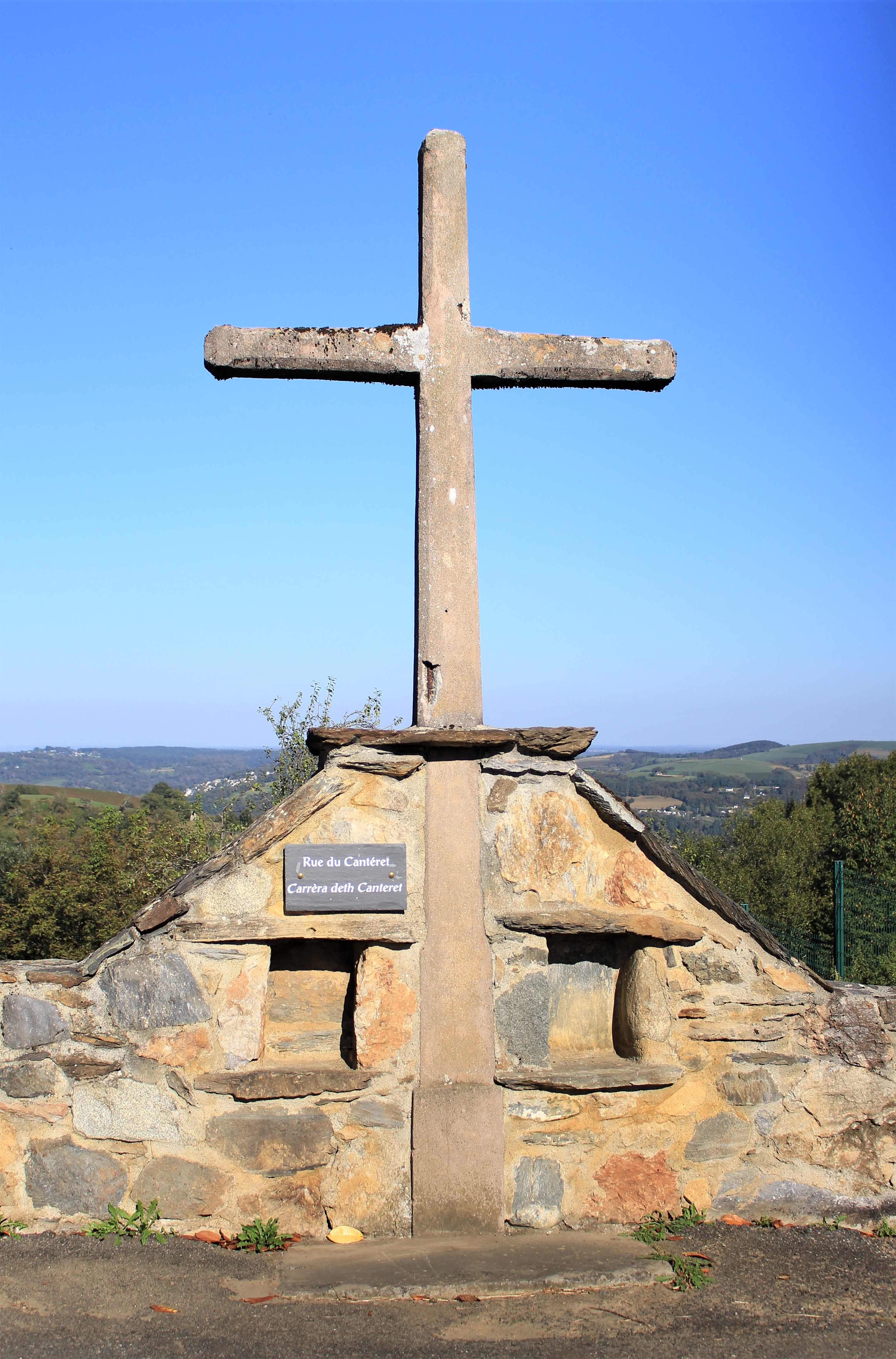
Une croix.

### Typologie
Au 1er janvier 2024, Sère-Lanso est catégorisée commune rurale à habitat dispersé, selon la nouvelle grille communale de densité à sept niveaux définie par l'Insee en 2022.
Elle est située hors unité urbaine. Par ailleurs la commune fait partie de l'aire d'attraction de Lourdes, dont elle est une commune de la couronne,. Cette aire, qui regroupe 45 communes, est catégorisée dans les aires de moins de 50 000 habitants,.

### Occupation des sols
L'occupation des sols de la commune, telle qu'elle ressort de la base de données européenne d’occupation biophysique des sols Corine Land Cover (CLC), est marquée par l'importance des forêts et milieux semi-naturels (60,4 % en 2018), en diminution par rapport à 1990 (63,8 %). La répartition détaillée en 2018 est la suivante :
milieux à végétation arbustive et/ou herbacée (45,2 %), zones agricoles hétérogènes (35,7 %), forêts (15,2 %), prairies (3,9 %).
L'IGN met par ailleurs à disposition un outil en ligne permettant de comparer l’évolution dans le temps de l’occupation des sols de la commune (ou de territoires à des échelles différentes). Plusieurs époques sont accessibles sous forme de cartes ou photos aériennes : la carte de Cassini (XVIIIe siècle), la carte d'état-major (1820-1866) et la période actuelle (1950 à aujourd'hui).

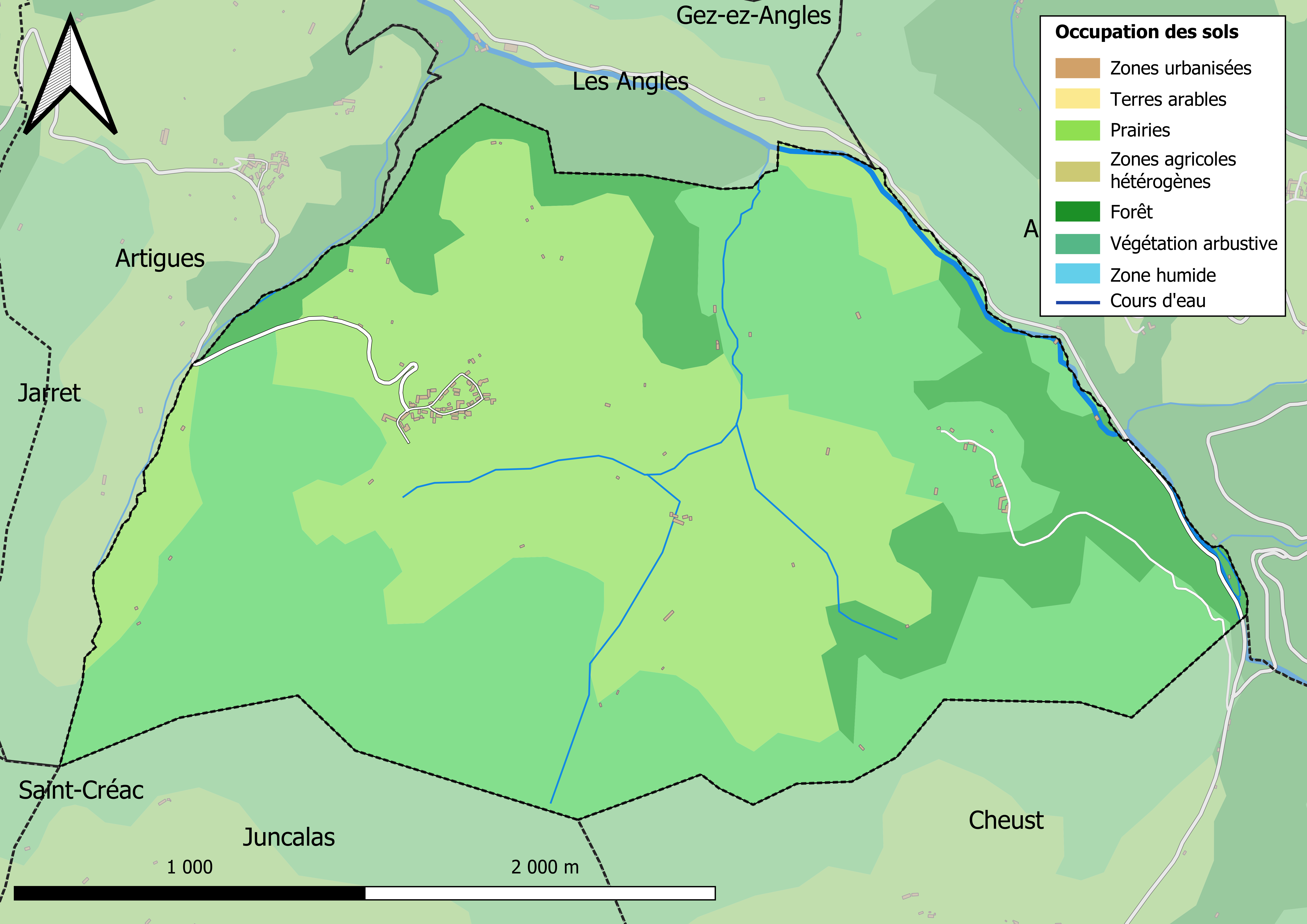
Carte des infrastructures et de l'occupation des sols en 2018 (CLC) de la commune.
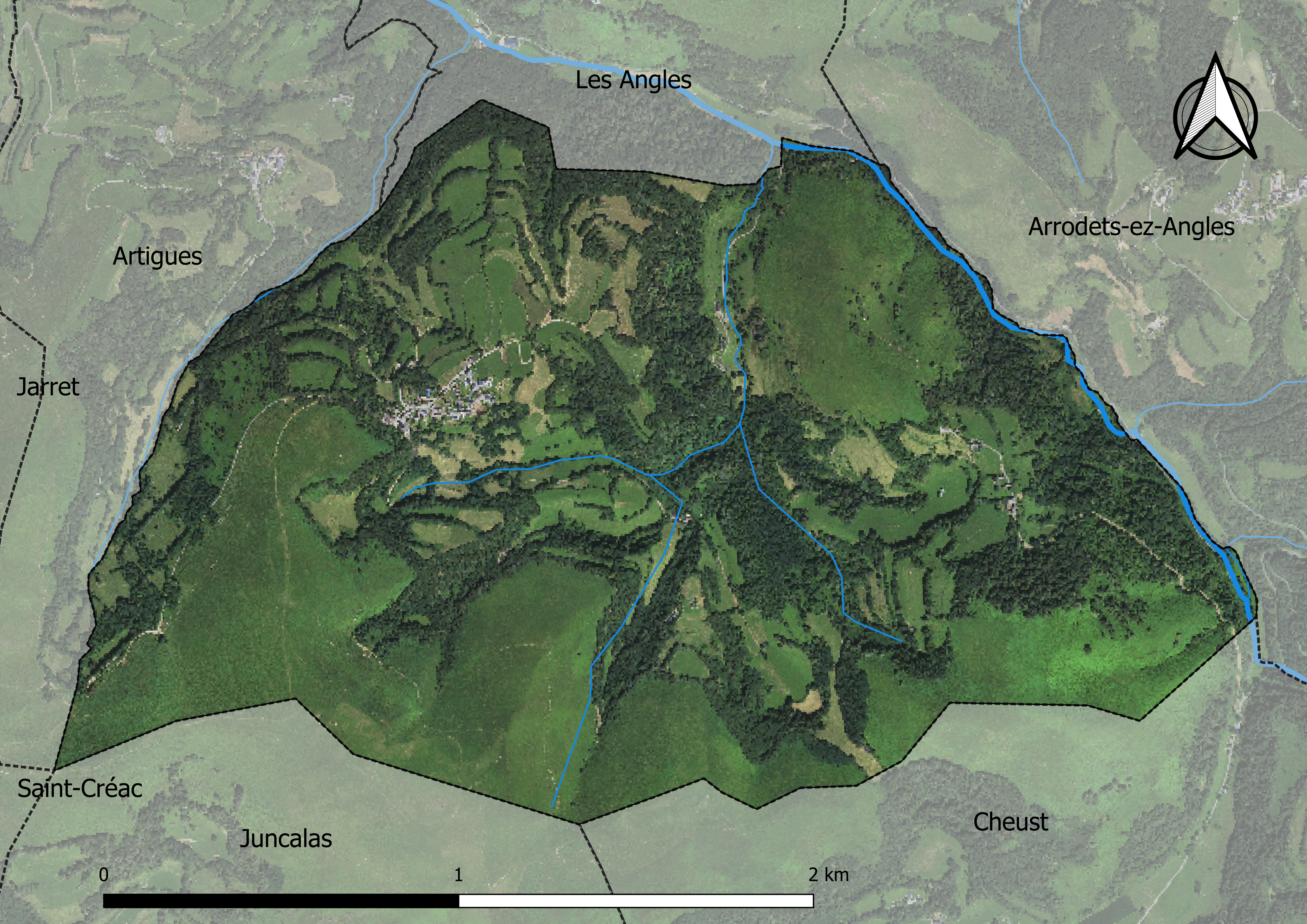
Carte orthophotogrammétrique de la commune.

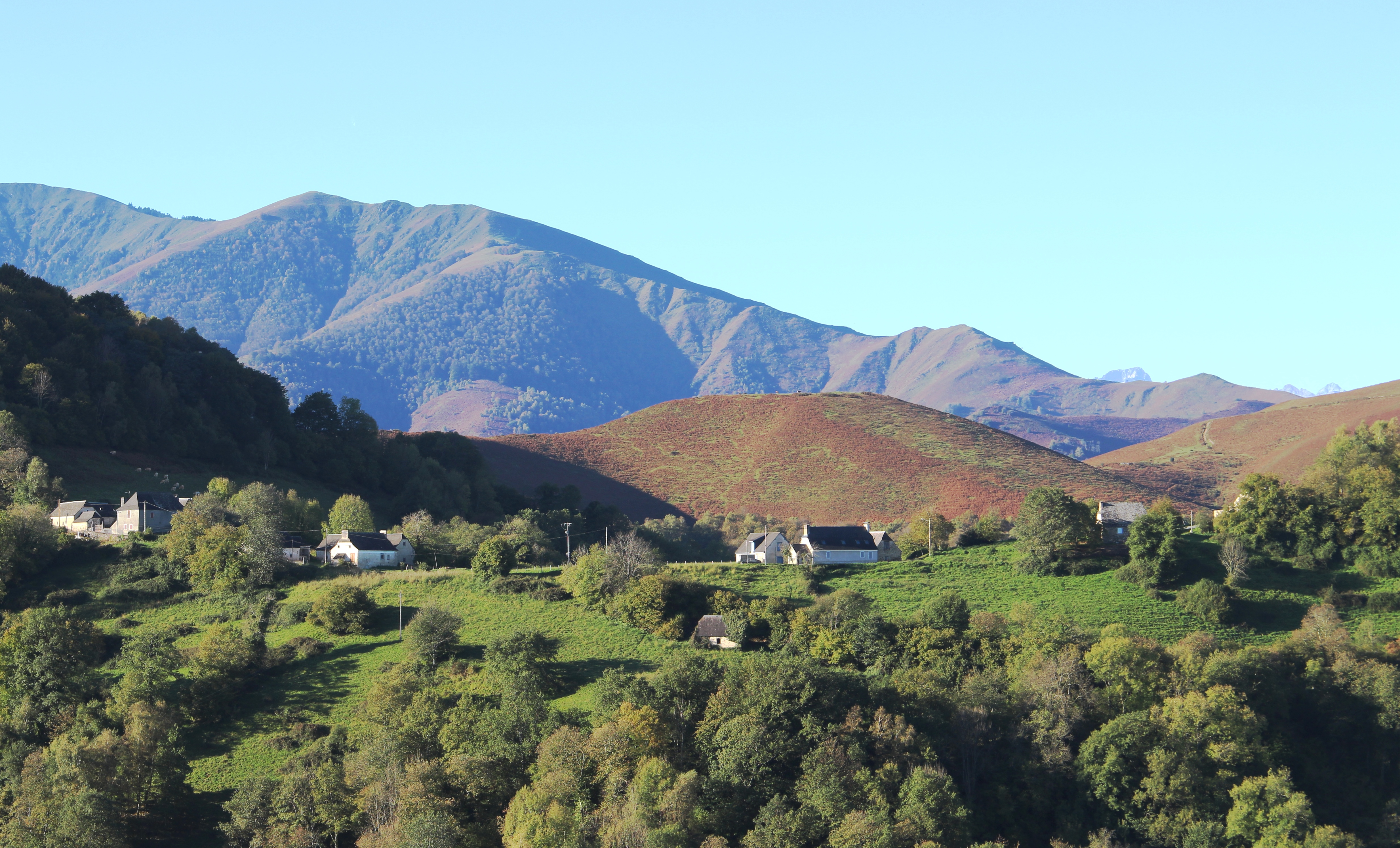
Vue de Lanso.

### Logement
En 2012, le nombre total de logements dans la commune est de 47.

Parmi ces logements, 44,7 % sont des résidences principales, 55,3 % des résidences secondaires et 0,0 % des logements vacants.

### Voies de communication et transports
Cette commune est desservie par les routes départementales D 7 et D 97.

### Risques majeurs
Le territoire de la commune de Sère-Lanso est vulnérable à différents aléas naturels : météorologiques (tempête, orage, neige, grand froid, canicule ou sécheresse), inondations, feux de forêts, mouvements de terrains et séisme (sismicité moyenne). Un site publié par le BRGM permet d'évaluer simplement et rapidement les risques d'un bien localisé soit par son adresse soit par le numéro de sa parcelle.
Certaines parties du territoire communal sont susceptibles d’être affectées par le risque d’inondation par débordement de cours d'eau, notamment l'Échez. La cartographie des zones inondables en ex-Midi-Pyrénées réalisée dans le cadre du XIe Contrat de plan État-région, visant à informer les citoyens et les décideurs sur le risque d’inondation, est accessible sur le site de la DREAL Occitanie. La commune a été reconnue en état de catastrophe naturelle au titre des dommages causés par les inondations et coulées de boue survenues en 1982, 1999, 2009 et 2014,.
Sère-Lanso est exposée au risque de feu de forêt. Un plan départemental de protection des forêts contre les incendies a été approuvé par arrêté préfectoral le 21 avril 2020 pour la période 2020-2029. Le précédent couvrait la période 2007-2017. L’emploi du feu est régi par deux types de réglementations. D’abord le code forestier et l’arrêté préfectoral du 27 octobre 2014, qui réglementent l’emploi du feu à moins de 200 m des espaces naturels combustibles sur l’ensemble du département. Ensuite celle établie dans le cadre de la lutte contre la pollution de l’air, qui interdit le brûlage des déchets verts des particuliers. L’écobuage est quant à lui réglementé dans le cadre de commissions locales d’écobuage (CLE)

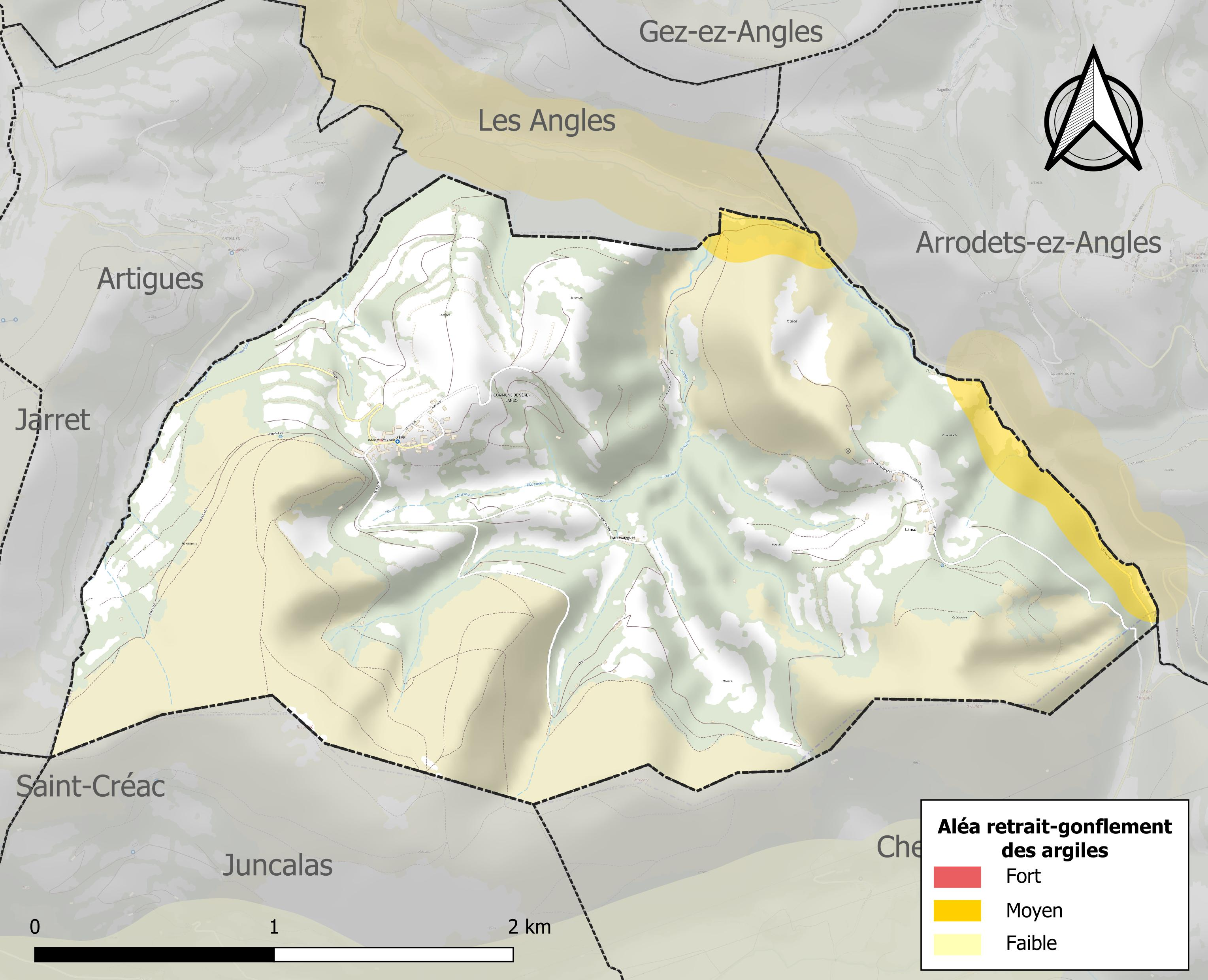
Carte des zones d'aléa retrait-gonflement des sols argileux de Sère-Lanso.

Les mouvements de terrains susceptibles de se produire sur la commune sont des tassements différentiels.
Le retrait-gonflement des sols argileux est susceptible d'engendrer des dommages importants aux bâtiments en cas d’alternance de périodes de sécheresse et de pluie. 3 % de la superficie communale est en aléa moyen ou fort (44,5 % au niveau départemental et 48,5 % au niveau national). Sur les 40 bâtiments dénombrés sur la commune en 2019, 2 sont en aléa moyen ou fort, soit 5 %, à comparer aux 75 % au niveau départemental et 54 % au niveau national. Une cartographie de l'exposition du territoire national au retrait gonflement des sols argileux est disponible sur le site du BRGM,.
Par ailleurs, afin de mieux appréhender le risque d’affaissement de terrain, l'inventaire national des cavités souterraines permet de localiser celles situées sur la commune.
Concernant les mouvements de terrains, la commune a été reconnue en état de catastrophe naturelle au titre des dommages causés par des mouvements de terrain en 1999.

## Toponymie
On trouvera les principales informations dans le Dictionnaire toponymique des communes des Hautes Pyrénées de Michel Grosclaude et Jean-François Le Nail qui rapporte les dénominations historiques du village :

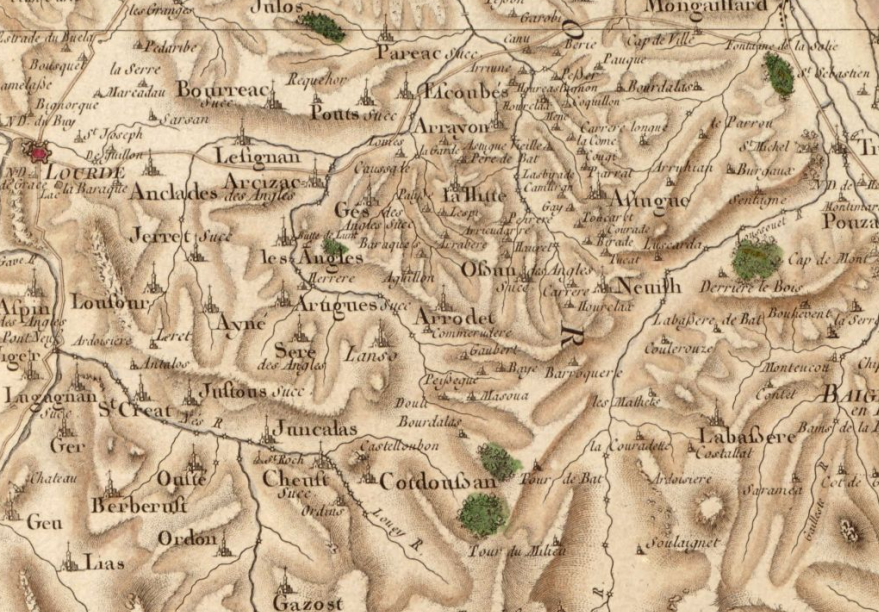
Extrait de la carte de Cassini situant Sère et Lanso à l'est de Lourdes.

### Sère
Dénominations historiques :
- in Cera, latin et gascon (XIIe siècle, cartulaire de Saint Pé) ;
- De Sera, latin (1313, Debita regi Navarre) ;
- Sera (1429, censier de Bigorre) ;
- paroisse de Sere, Artigues et Crastes (1738-1745, registres paroissiaux) ;
- Sere ez Angles (1750, registres paroissiaux) ;
- Sere des Angles (1770-1810, carte de Cassini) ;
- Sère-ez-Angles (1806, Laboulinière).

Prononciation locale figurée : ['sèra].
Étymologie : du mot gascon cèra qui dérive du latin cella et qui a désigné, au haut Moyen Âge, un ermitage puis un petit monastère. Cèra a dû avoir en dernier lieu le sens d'église avec prêtre résident ou communauté de prêtres desservant les alentours. Les Cèra des Hautes-Pyrénées semblent être des églises primitives.
Nom occitan : Cèra.

### Lanso
Dénominations historiques :
- De Lansso, latin (1313, Debita regi Navarre) ;
- De Lansolio, latin (1342, pouillé de Tarbes) ;
- Lanson (1429, censier de Bigorre) ;
- Lanso (1770-1810, carte de Cassini).

Prononciation locale figurée : [lan’sò].
Etymologie : peut être domaine de Lantius.
Nom occitan : Lançou.

## Histoire
Sère-ez-Angles et Lanso, communes distinctes jusqu'alors, sont réunies sous le nom de Sère-Lanso en 1846.

### Cadastre napoléonien de Sère-Lanso
- Le plan cadastral napoléonien de Sère est consultable sur le site des archives départementales des Hautes-Pyrénées[24].
- Le plan cadastral napoléonien de Lanso est consultable sur le site des archives départementales des Hautes-Pyrénées[25].

## Politique et administration

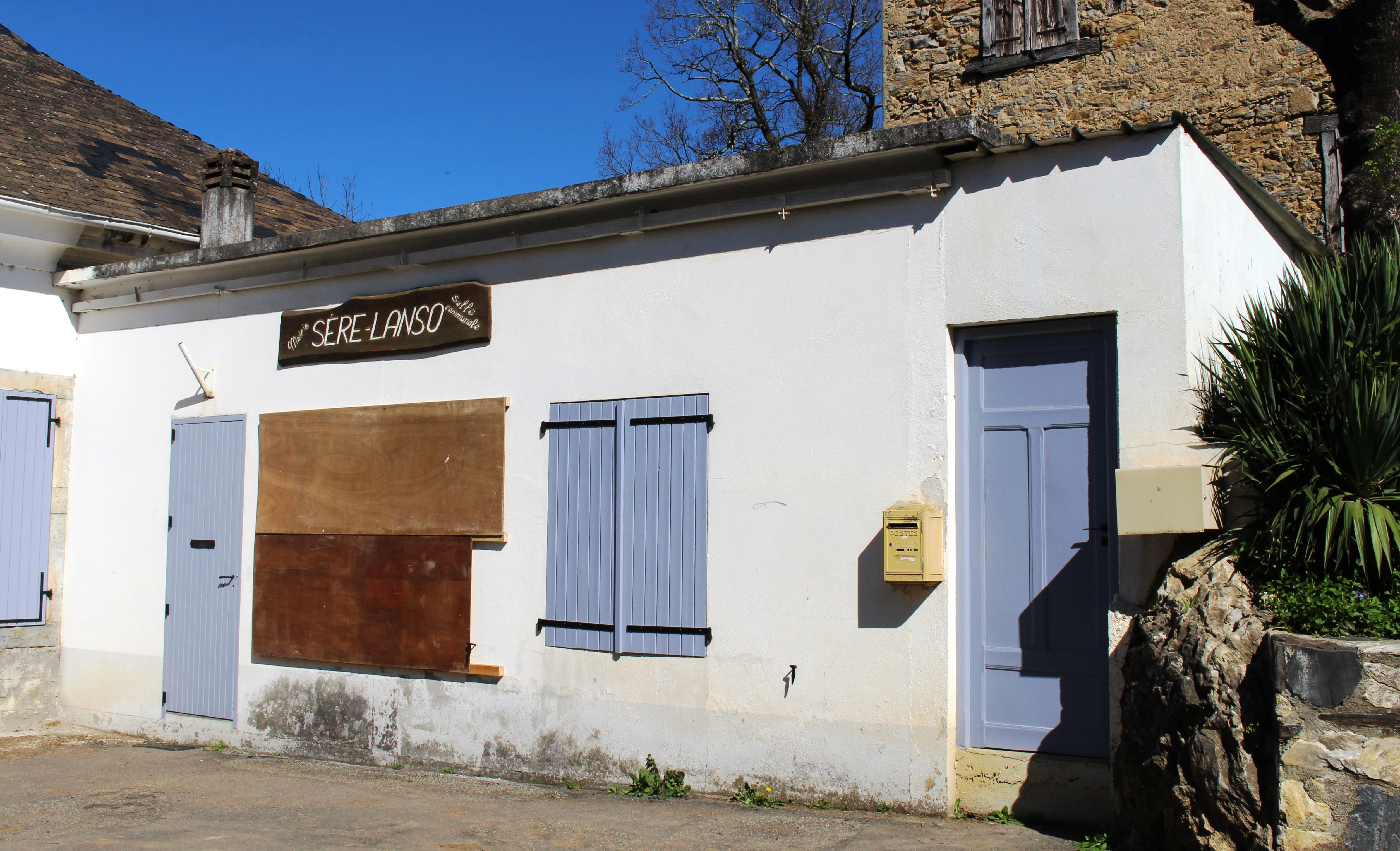
La mairie en 2017.

### Liste des maires
| Période                                  | Période   | Identité             | Étiquette | Qualité     |
| ---------------------------------------- | --------- | -------------------- | --------- | ----------- |
| Les données manquantes sont à compléter. |           |                      |           |             |
|                                          |           |                      |           |             |
| mars 1989                                | mars 2001 | Robert Larrazabal    |           |             |
| mars 2001                                | mars 2014 | Stéphane Cazenavette |           | agriculteur |
| mars 2014                                | En cours  | Christiane Aragnou   |           |             |

### Rattachements administratifs et électoraux

#### Historique administratif
Pays et sénéchaussée de Bigorre, quarteron de  Lourdes, baronnie des Angles, Sère-ez-Angles et Lanso sont communes du canton de Lourdes (depuis 1790), de Lourdes-Est (depuis 1973). Sère-ez-Angles et Lanso sont réunies sous le nom de Sère-Lanso en 1846.

#### Intercommunalité
Sère-Lanso appartient à la Communauté d'agglomération Tarbes-Lourdes-Pyrénées créée en janvier 2017 et qui réunit 86 communes.

## Population et société

### Démographie

#### Évolution démographique
L'évolution du nombre d'habitants est connue à travers les recensements de la population effectués dans la commune depuis 1793. Pour les communes de moins de 10 000 habitants, une enquête de recensement portant sur toute la population est réalisée tous les cinq ans, les populations de référence des années intermédiaires étant quant à elles estimées par interpolation ou extrapolation. Pour la commune, le premier recensement exhaustif entrant dans le cadre du nouveau dispositif a été réalisé en 2007.

En 2022, la commune comptait 41 habitants, en évolution de −21,15 % par rapport à 2016 (Hautes-Pyrénées : +1,59 %, France hors Mayotte : +2,11 %).
| 1793 | 1800 | 1806 | 1821 | 1831 | 1836 | 1841 | 1846 | 1851 |
| ---- | ---- | ---- | ---- | ---- | ---- | ---- | ---- | ---- |
| 165  | 120  | 147  | 140  | 189  | 205  | 192  | 192  | 236  |

| 1856 | 1861 | 1866 | 1872 | 1876 | 1881 | 1886 | 1891 | 1896 |
| ---- | ---- | ---- | ---- | ---- | ---- | ---- | ---- | ---- |
| 227  | 221  | 210  | 219  | 210  | 217  | 205  | 207  | 174  |

| 1901 | 1906 | 1911 | 1921 | 1926 | 1931 | 1936 | 1946 | 1954 |
| ---- | ---- | ---- | ---- | ---- | ---- | ---- | ---- | ---- |
| 167  | 159  | 156  | 138  | 141  | 144  | 122  | 112  | 111  |

| 1962 | 1968 | 1975 | 1982 | 1990 | 1999 | 2006 | 2007 | 2012 |
| ---- | ---- | ---- | ---- | ---- | ---- | ---- | ---- | ---- |
| 94   | 82   | 62   | 74   | 64   | 54   | 53   | 53   | 53   |

| 2017 | 2022 | - | - | - | - | - | - | - |
| ---- | ---- | - | - | - | - | - | - | - |
| 52   | 41   | - | - | - | - | - | - | - |

### Enseignement
La commune dépend de l'académie de Toulouse. Elle ne dispose plus d'école en 2016.

### Manifestations culturelles et festivités
Saint Vincent, 22 janvier (fête communale) à Sère, Notre-Dame de l'Assomption, 15 août, à Lanso.

## Économie

### Emploi
|                | 2008  | 2013  | 2018  |
| -------------- | ----- | ----- | ----- |
| Commune        | 6,3 % | 6,7 % | 8,6 % |
| Département    | 7,7 % | 9,4 % | 9,8 % |
| France entière | 8,3 % | 10 %  | 10 %  |

En 2018, la population âgée de 15 à 64 ans s'élève à 34 personnes, parmi lesquelles on compte 80 % d'actifs (71,4 % ayant un emploi et 8,6 % de chômeurs) et 20 % d'inactifs,. Depuis 2008, le taux de chômage communal (au sens du recensement) des 15-64 ans est inférieur à celui de la France et du département.
La commune fait partie de la couronne de l'aire d'attraction de Lourdes, du fait qu'au moins 15 % des actifs travaillent dans le pôle,. Elle compte 4 emplois en 2018, contre 9 en 2013 et 10 en 2008. Le nombre d'actifs ayant un emploi résidant dans la commune est de 25, soit un indicateur de concentration d'emploi de 16 % et un taux d'activité parmi les 15 ans ou plus de 60,9 %.
Sur ces 25 actifs de 15 ans ou plus ayant un emploi, 4 travaillent dans la commune, soit 16 % des habitants. Pour se rendre au travail, 84 % des habitants utilisent un véhicule personnel ou de fonction à quatre roues, 12 % s'y rendent en deux-roues, à vélo ou à pied et 4 % n'ont pas besoin de transport (travail au domicile).

## Culture locale et patrimoine

### Lieux, monuments
- Église Saint-Vincent de Sère-ez-Angles.
- Église Notre-Dame-de-l'Assomption de Lanso.
- Lavoir.

Sélection de vues de l'église Saint-Vincent en 2017.
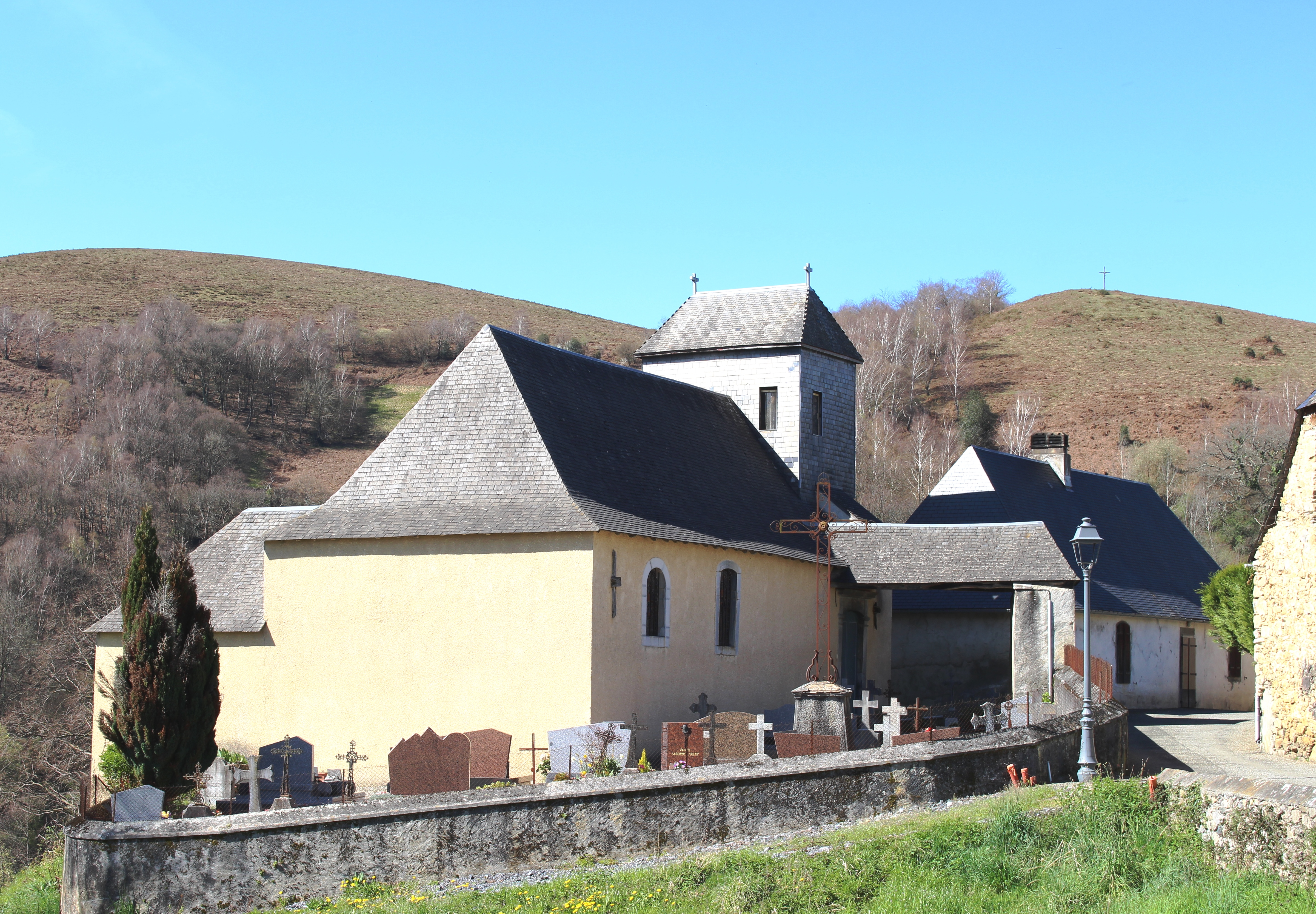
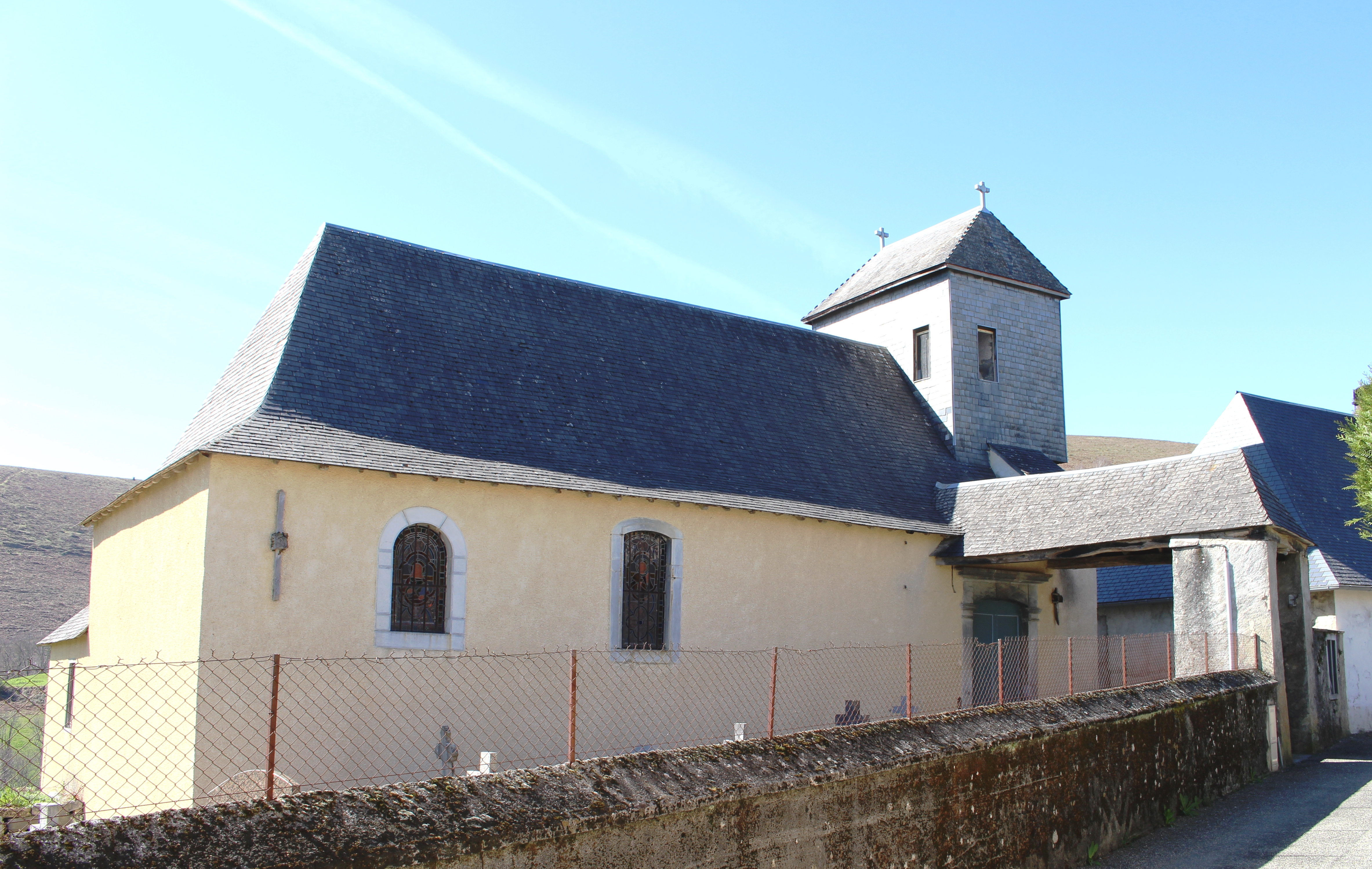

Sélection de vues de l'église Notre-Dame-de-l'Assomption en 2016.
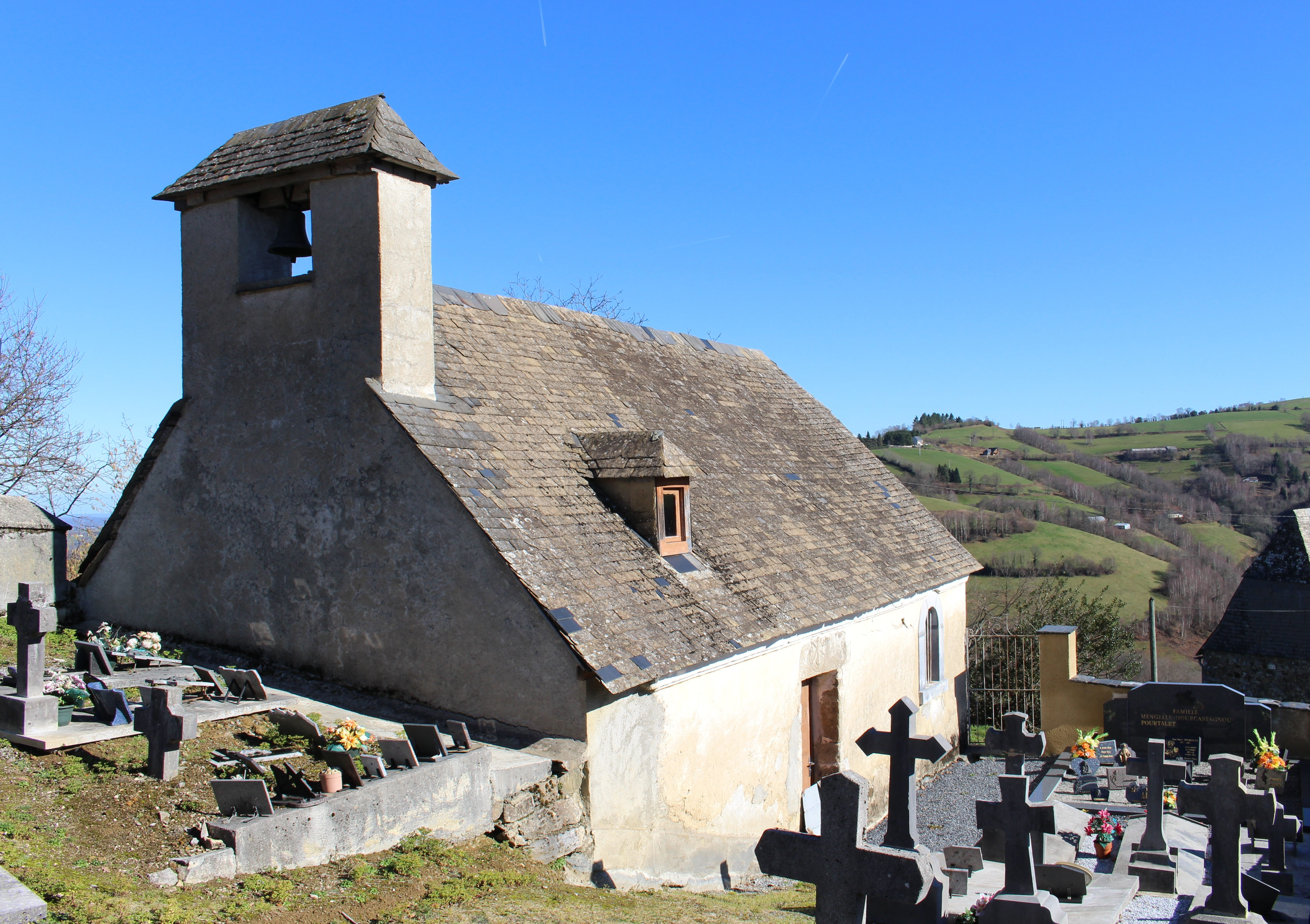
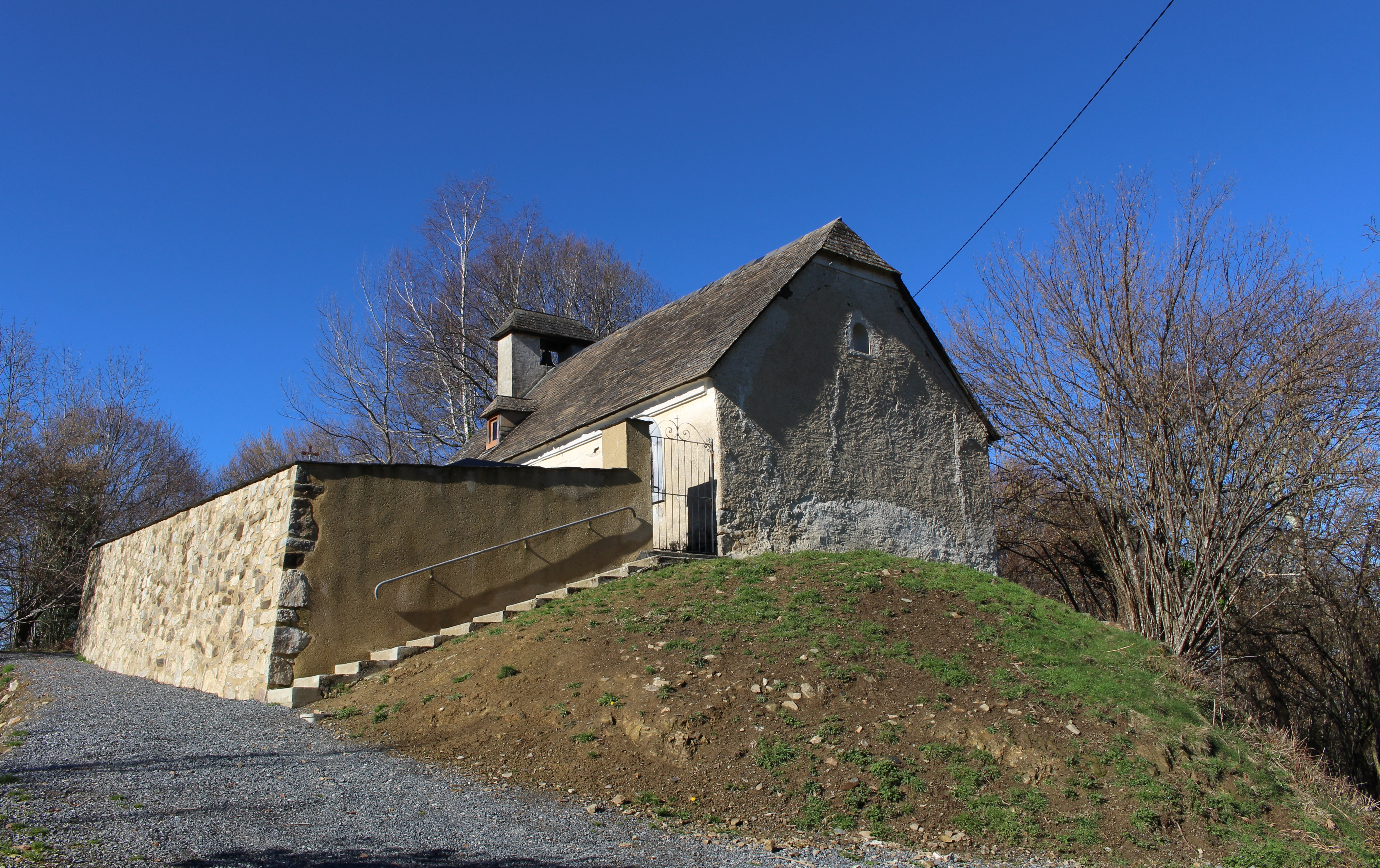

## Voir aussi

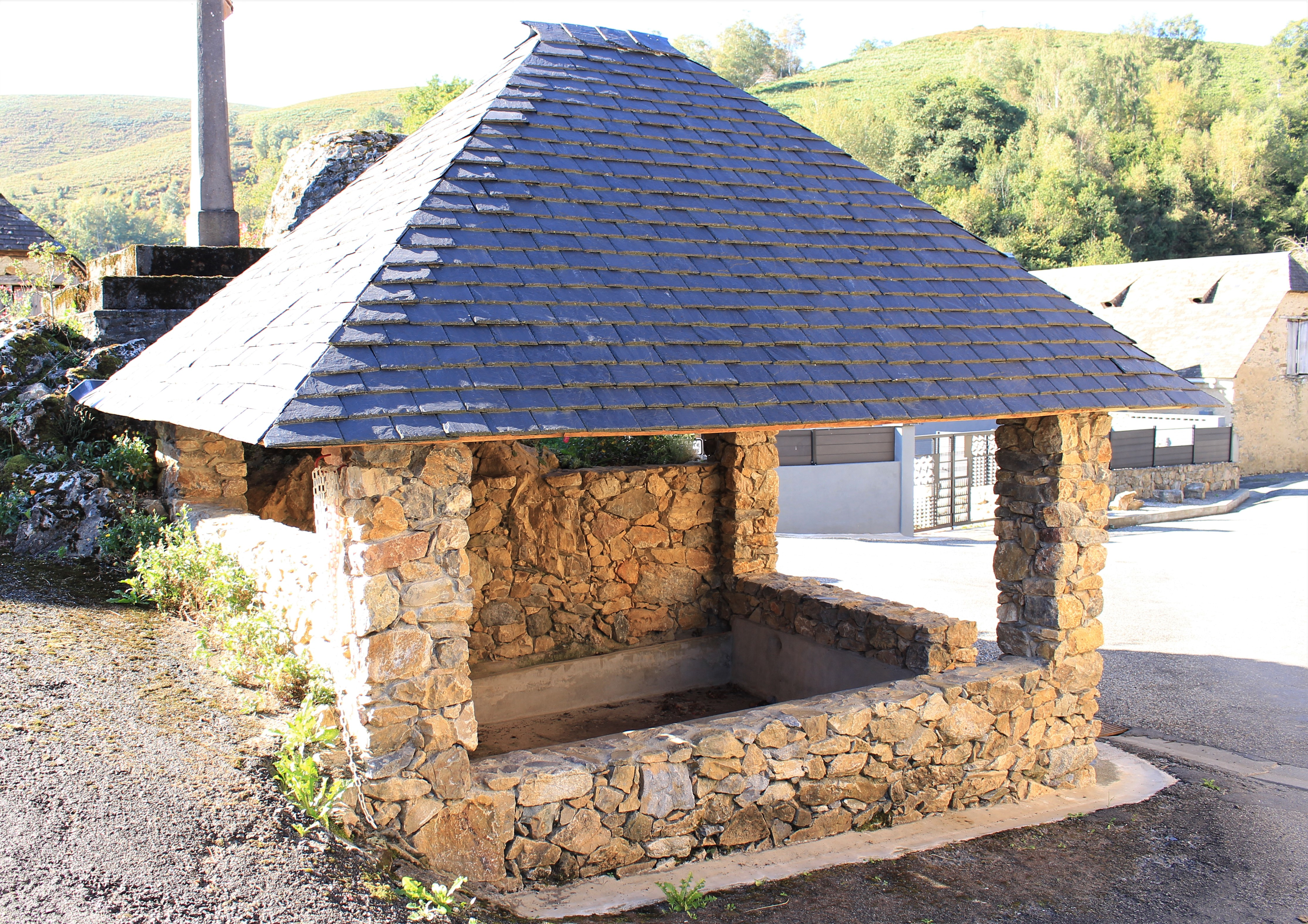
Le lavoir en 2023.

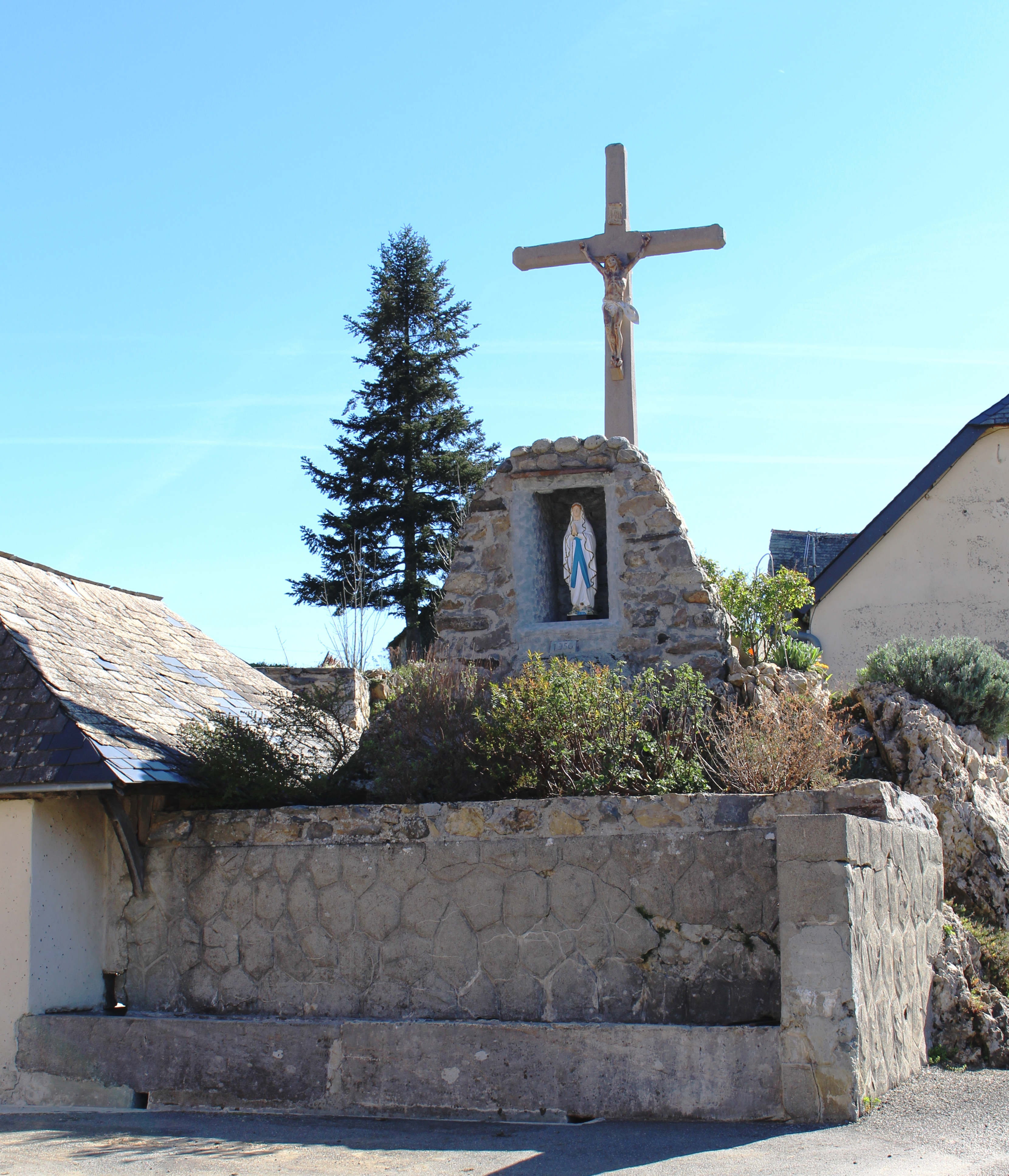
La fontaine.

### Héraldique
| Blason | Blasonnement : D'azur à la bande d'or chargée de l'inscription SERE-LANSO en lettres capitales de sable et accompagnée, en chef, d'une aigle au naturel essorante au vol adossé et élevé d'argent et, en pointe, d'un lion d'or. Commentaires : Blason officiel vérifié auprès de la mairie. |